# Tweede Kamerverkiezingen in het kiesdistrict Harderwijk
Tweede Kamerverkiezingen in het kiesdistrict Harderwijk geeft een overzicht van verkiezingen voor de Nederlandse Tweede Kamer in het kiesdistrict Harderwijk in de periode 1848-1850.
Het kiesdistrict Harderwijk werd ingesteld na de grondwetsherziening van 1848. Tot het kiesdistrict behoorden de volgende gemeenten: Barneveld, Doornspijk, Elburg, Ermelo, Harderwijk, Hattem, Heerde, Hoevelaken, Nijkerk, Oldebroek, Putten en Scherpenzeel.
Het kiesdistrict Harderwijk koos één lid van de Tweede Kamer.
Legenda
- cursief: in de eerste verkiezingsronde geëindigd op de eerste of tweede plaats, en geplaatst voor de tweede ronde;
- vet: gekozen als lid van de Tweede Kamer.

## 30 november 1848
De verkiezingen werden gehouden na ontbinding van de Tweede Kamer, na inwerkingtreding van de herziene grondwet.
|                                 | 30 november |
| ------------------------------- | ----------- |
| Kiesgerechtigden                | 680         |
| Opkomst                         | 601         |
| Geldige stemmen                 | 592         |
| Blanco stemmen                  | 5           |
| Kandidaten                      |             |
| J.T.H. Nedermeyer van Rosenthal | 324         |
| G. Groen van Prinsterer         | 237         |
| L.N. van Randwijck              | 12          |

## 22 december 1848
Johan Nedermeyer van Rosenthal was bij de verkiezingen van 30 november 1848 gekozen in twee kiesdistricten, Arnhem en Harderwijk. Hij opteerde voor Arnhem, als gevolg waarvan in Harderwijk een naverkiezing gehouden werd.  
|                         | 22 december | 5 januari |
| ----------------------- | ----------- | --------- |
| Kiesgerechtigden        | 680         | 680       |
| Opkomst                 | 554         | 550       |
| Geldige stemmen         | 545         | 548       |
| Blanco stemmen          | 5           | 2         |
| Kandidaten              |             |           |
| G. Groen van Prinsterer | 262         | 332       |
| M.J. de Man             | 255         | 216       |
| E.B. van den Bosch      | 12          |           |
| C.L. Vitringa           | 11          |           |

## Opheffing
In 1850 werd het kiesdistrict Harderwijk opgeheven. De gemeenten die deel uitmaakten van het kiesdistrict werden toegedeeld aan de kiesdistricten Amersfoort (Hoevelaken en Scherpenzeel), Arnhem (Barneveld, Ermelo, Harderwijk, Nijkerk en Putten) en Zwolle (Doornspijk, Elburg, Hattem, Heerde en Oldebroek), die alle omgezet werden in een meervoudig kiesdistrict.